# Distrito Escolar Primario de Lawndale
El Distrito Escolar Primario de Lawndale (Lawndale Elementary School District, LESD) es un distrito escolar del Condado de Los Ángeles, California. Tiene su sede en Lawndale.
Gestiona escuelas primarias y medias en Lawndale y Alondra Park, y sirve Lawndale, Alondra Park, y una parte de Hawthorne.

## Escuelas
Primarias:
- William Anderson Elementary School (Lawndale)
- William Green Elementary School (Lawndale)
- Billy Mitchell Elementary School (Lawndale)
- Franklin D. Roosevelt-Kit Carson Elementary School (Alondra Park, Unincorporated area)
- Lucille J. Smith Elementary School (Lawndale)
- Mark Twain Elementary School (Alondra Park, Unincorporated area)

Secundarias:
- Jane Addams Middle School (Lawndale)
- Will Rogers Middle School (Lawndale)